# Luminancja
Luminancja – wielkość fotometryczna będąca miarą natężenia oświetlenia padającego w danym kierunku. Opisuje ilość światła, które przechodzi lub jest emitowane przez określoną powierzchnię i mieści się w zadanym kącie bryłowym. Jest to miara wrażenia wzrokowego, które odbiera oko ze świecącej powierzchni. Jednostką luminancji w układzie SI jest kandela na metr kwadratowy (cd/m²), dawniej znana też jako nit (nt), a w układzie CGS – stilb.
Luminancja punktu powierzchni w danym kierunku – wielkość fotometryczna wyrażająca iloraz elementarnej światłości {\displaystyle {\text{d}}I,} jaką emituje elementarne otoczenie {\displaystyle {\text{d}}S} danego punktu w tym kierunku, do wielkości pozornej tego otoczenia widzianej z danego kierunku:
{\displaystyle L={\frac {{\text{d}}I}{{\text{d}}S\cos \epsilon }}.}
Do pomiaru luminancji służy nitomierz.

## Definicja
Luminancja jest zdefiniowana jako:
{\displaystyle L_{v}={\frac {{\text{d}}^{2}F}{{\text{d}}A\,{\text{d}}{\Omega }\cos \theta }},}
gdzie:
{\displaystyle L_{v}} – wartość luminancji (cd/m²),
{\displaystyle F} – wielkość strumienia świetlnego (lm),
{\displaystyle A} – powierzchnia źródła (m²),
{\displaystyle \Omega } – wielkość kąta bryłowego (sr),
{\displaystyle \theta } – kąt pomiędzy normalną do powierzchni i określonym kierunkiem.